# Аврор
Аврор (англ. Auror) — посада чаклуна у світі Гаррі Поттера англійської письменниці Джоан Роулінг, заснована Міністерством магії. Полює на темних чаклунів. До служби аврорів входять Німфадора Тонкс, Кінґслі Шекболт та Аластор Муді, який звільнився з Міністерства магії, коли «перестав бачити різницю між дружнім потиском руки і спробою вбивства».